# Sociedade Alternativa
"Sociedade Alternativa" é uma canção do cantor e compositor brasileiro Raul Seixas, lançada como parte do álbum Gita pela gravadora Polygram, através do selo Philips, em julho de 1974. A música foi gravada nos estúdios CBD, no Rio de Janeiro, entre março e maio daquele ano, durante as sessões de gravação do disco. Foi pensada como uma canção-hino para a mensagem que o cantor e seu parceiro, Paulo Coelho, queriam passar. Para esse fim, teve uma execução triunfalista com a mistura de naipe de metais e um coro.

## Gravação e resenha musical
A canção foi registrada nas sessões de gravação do álbum Gita nos estúdios CBD, no Rio de Janeiro, entre os meses de março e maio de 1974. Como foi arquitetada como uma espécie de hino para a tal sociedade, Raul Seixas e Miguel Cidras projetaram um arranjo triunfalista para a canção. Ela é acompanhada por um extenso naipe de metais (trompete, trompa, sax tenor, sax barítono) e de um coro triunfalista, além de uma batida de bateria constante e forte, marcando a canção quase como uma marcha.

## Legado
Para a surpresa e delírio do público brasileiro, Bruce Springsteen abriu seu show no Rock in Rio 2013 dizendo "Obrigado, Raul Seixas" e cantando "Sociedade Alternativa" - em português - consagrando internacionalmente a genialidade de Raul através da homenagem de um astro internacional do calibre de Springsteen.